# Детские фермы

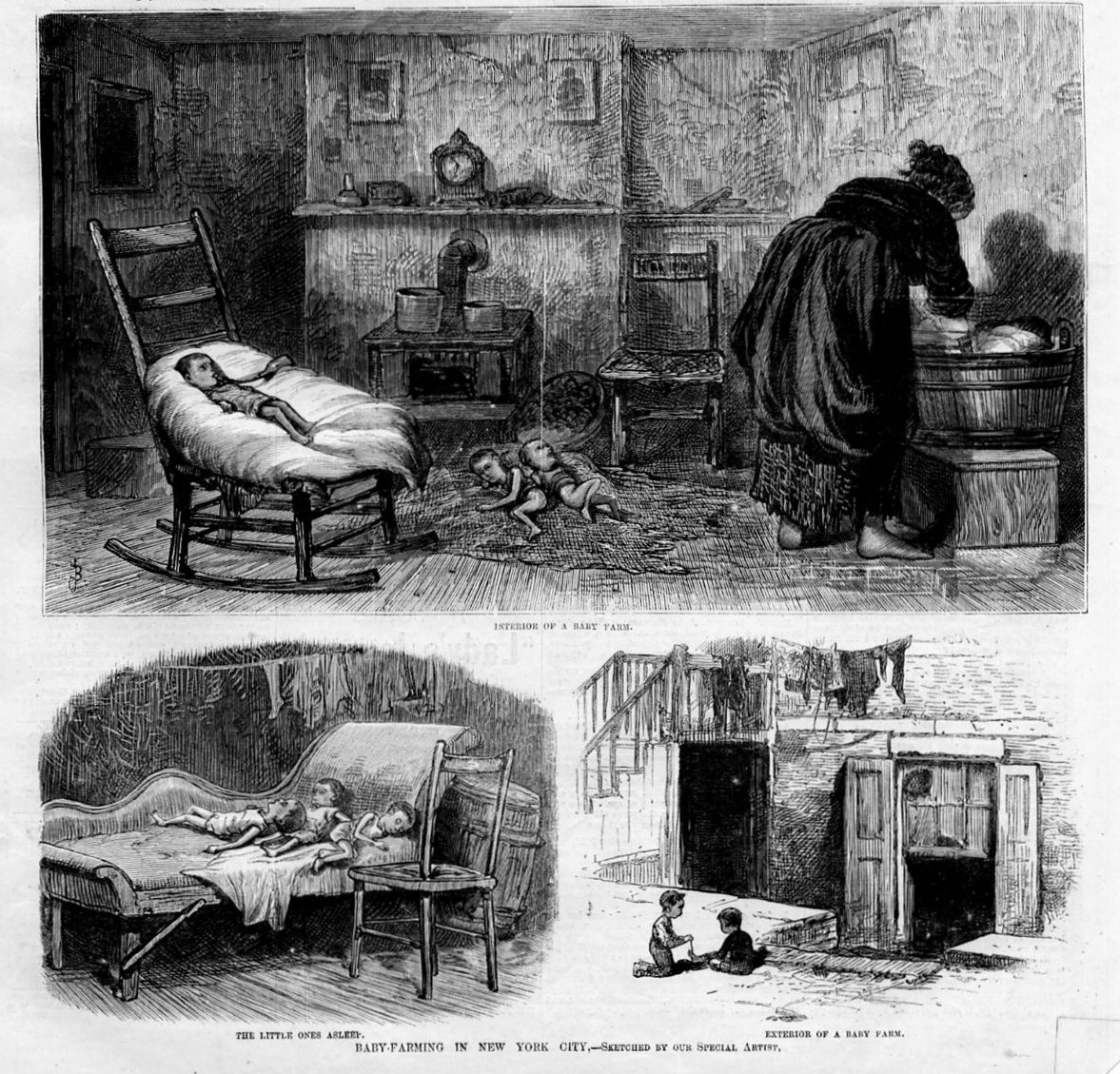
Иллюстрация в американской газете, изображающая скверное обращение с подопечными, 1874 год

Детские фермы (бэби-фермы, англ. Baby farming) — форма опеки над детьми, распространившаяся в поздневикторианской Британии, а также в Австралии и Соединённых Штатах. Детские фермы представляли собой нечто вроде частных яслей или домов ребёнка, куда детей отдавали родители и платили за их содержание. Если речь шла о младенцах, эта услуга также включала в себя грудное вскармливание. За содержание детей эти учреждения брали единовременный взнос или периодические выплаты. Хозяйками таких заведений чаще всего становились зрелые женщины из среднего класса, часто вдовы.

## Злоупотребления
Хотя изначально предполагалось, что в приютах детям обеспечат питание и уход, на самом деле с малышами чаще всего обращались плохо, а термин «бэби-фермер» был скорее оскорблением. Обычно на бэби-фермы бедные матери отдавали незаконнорождённых младенцев, якобы на воспитание. В более широком смысле речь шла также о возможности найти для таких детей приёмных родителей, поскольку этот аспект до конца XIX века не регулировался британским законодательством.
Иногда на попечение сельских жителей отдавали своих детей и довольно обеспеченные семьи. Биограф Клэр Томалин даёт подробный отчёт об этом в своей книге «Жизнь Джейн Остин»: писательница, как и все её братья и сестры, воспитывались в таких семьях в раннем детстве практически с рождения. Томалин объясняет именно этим фактом возникшее между родственниками эмоциональное отчуждение.
В случае с единовременной выплатой воспитателям была выгодна смерть подопечных: скромные суммы не могли покрыть затраты по уходу за ребёнком в течение длительного времени. Многие бэби-фермеры в погоне за наживой усыновляли сразу несколько детей, а затем просто оставляли их умирать или сразу убивали. Поскольку детская и, особенно, младенческая смертность на рубеже XIX—XX веков и так были очень велики (к примеру, смерть половины детей даже у обеспеченных и любящих родителей была совершенно обычным делом), смерти подопечных в детских фермах обычно не расследовались. Поскольку в основном там были отпрыски бедняков, проституток, бродяг, незаконнорождённые дети, то считалось, что ни их родители, ни общество особо не заинтересованы в сохранении жизней этих детей.
Однако когда случаи вопиющей жестокости или пренебрежения к детям просачивались в прессу, общественность бывала возмущена и требовала самых жестоких наказаний. Некоторых таких кормилиц потом судили за умышленные и непредумышленные убийства или преступную небрежность и казнили. Наиболее известными такими преступницами были погубившая 19 малышей Маргарет Уотерс, которую повесили в 1870 году, серийная убийца Амелия Дайер (казнена в 1896 году) и отравительницы младенцев Амелия Сах и Энни Уолтерс (казнены в 1903 году). Последней казнённой в Великобритании за инфантицид бэби-фермершей была набиравшая в приют новорождённых за умеренную плату Рода Уиллис, повешенная в 1907 году в Уэльсе.
Минни Дин, единственная женщина, казнённая в Новой Зеландии, тоже была бэби-фермером, попавшимся на убийствах младенцев.
Бэби-фермы существовали и в других странах, причём отношение к ним было в основном негативным. Например, в Скандинавии существовали даже специальный эвфемизм для описания этого рода деятельности. В Швеции их называли änglamakerska, в Дании — englemagerske, что буквально означало «создательницы ангелов» (связано с христианским народным представлением, что умершие в младенчестве дети становятся ангелами).

## Законодательное регулирование
Опубликованные в «Таймс» в 1870 году результаты журналистского расследования содержали вывод о том, что на бэби-фермах умирают десятки детей и что на самом деле ни о каком усыновлении младенцев речь не идёт.
После серии статей, появившихся в Британском медицинском журнале в 1867 году, парламент Соединённого Королевства наконец обратил внимание на проблему и в 1872 году принял закон о защите жизни младенцев.
Расследовавший детские смерти лондонский коронер Ательстан Брэкстон Хикс в 1896 году предоставил обширный доклад о низком качестве жизни детей на бэби-фермах Специальному комитету по законопроекту о защите жизни младенцев. Он в частности, упомянул о кормилице по имени миссис Арнольд, которая умышленно перегревала младенцев, пока те не умирали, при этом привлечь женщину к ответственности так и не удалось. Присяжные пришли к выводу, что несмотря на грубое пренебрежение обязанностями со стороны кормилицы, закон не нарушен. Они выразили особое мнение, уточнив, что необходимо законодательно закрепить контроль за опекунами, воспитывающими более одного ребёнка в возрасте до пяти лет.
В итоге закон о защите жизни младенцев 1897 года закрепил обязанность местных властей регистрировать и затем контролировать деятельность сиделок, взявших на попечение более одного ребёнка в возрасте до пяти лет, на срок более 48 часов. А закон о детях 1908 года запретил содержать младенцев в неприспособленных для проживания помещениях или домах, переполненных до такой степени, что это угрожало здоровью детей. Нормативный акт также требовал забирать детей у кормилиц, которые плохо ухаживали за ними или были замечены в жестоком обращении.
Ряд законов, принятых в течение следующих семидесяти лет, в том числе закон о регулировании усыновления 1939 года, постепенно ввели государственное регулирование усыновления и передачи детей в приёмные семьи.

## В 20 веке
В 1960-х и 70-х годах тысячи западноафриканских детей воспитывались в частных семьях Великобритании в рамках явления, известного как «фермерство». Биологическими родителями обычно были студенты из Великобритании, которые также имели работу. Они размещали в газетах объявления о поиске приёмных семей для ухода за их детьми. 

## В культуре
- Главный герой романа Чарльза Диккенса «Приключения Оливера Твиста» проводит свои первые годы в сиротском приюте, то есть как раз на бэби-ферме.
- Героиня романа «Эстер Уотерс» Джорджа Мура вынуждена отдать своего новорождённого на бэби-ферму.
- Жан-Батист Гренуй, убийца из «Парфюмера», осиротев вскоре после рождения, воспитывается в сиротском приюте.
- Персонаж «Бархатных пальчиков» Сары Уотерс миссис Саксби зарабатывала на жизнь уходом за чужими младенцами.
- В опере Гилберта и Салливана «Корабль Её Величества Пинафор» торговка Малютка Лютик рассказывает о случае, когда она, будучи кормилицей, подменила младенца из богатой семьи на ребёнка бедняка.
- Книга Гэри Крю «Мамины дети» рассказывает о жизни малыша на бэби-ферме в конце XIX века.
- Действие немого фильма «Воробушки» (1926 год) с Мэри Пикфорд происходит на бэби-ферме.
- В чёрной комедии Илинга 1949 года «Добрые сердца и короны», действие которого происходит примерно в 1900 году, палач мистер Эллиотт упоминает в качестве одного из приговорённых к смертной казни бэби-фермера.
- В трилогии романов «Похититель огня» важную роль играет бэби-ферма.
- Сюжет «Музыки лягушек» Эммы Донахью начинается с того, что главная героиня забирает своего сына с детской фермы.
- Австралийский мюзикл «Шляпная булавка» рассказывает историю взаимодействия матери с кормилицами бэби-фермы, основанную на реальных событиях.
- Австралийская поэтесса Джудит Родригес написала серию стихов по мотивам реальной истории кормилицы-убийцы из Мельбурна Фрэнсис Норр.
- Телевизионная мыльная опера BBC «Жители Ист-Энда» рассказывает о злодее по имени Бэйб Смит, который в итоге оказывается бэби-фермером, который торговал незаконнорождёнными младенцами.
- В марте 2013 года в выпуске реалити-шоу «Призрачный коллекционер» Джон Заффис и его команда обнаружили, что в бостонском сигарном баре в 1870-х годах размещалась бэби-ферма. Они выяснили, что управлявшая заведением миссис Элвуд жестоко обращалась с младенцами и даже убивала их. В здании участники программы нашли шприц, изготовленный во время, когда существовала бэби-ферма.